# إعادة توحيد كولومبيا الكبرى
إعادة توحيد كولومبيا الكبرى يشير إلى إعادة التوحيد المستقبلية المحتملة لكولومبيا وفنزويلا والإكوادور وبنما في ظل حكومة واحدة. كانت هناك محاولات لإعادة التوحيد منذ العام 1903 عندما انفصلت بنما عن كولومبيا. يطلق على المؤيدين لإعادة التوحيد «الوحدويين». في العام 2008، أفادت وكالة الأنباء البوليفارية أن رئيس فنزويلا آنذاك هوغو شافيز أعلن عن اقتراح الترميم السياسي لكولومبيا الكبرى، في ظل الثورة البوليفارية.

## اليوم
يعتقد بعض المعلقين أن كولومبيا الكبرى لو وُحِّدت يمكن أن تصبح قوة اقتصادية عالمية. هذا من شأنه أن يتناقض مع كون اقتصاد كولمبيا الكبرى سابقًا، في العشرينيات من القرن التاسع عشر، في معظمه زراعيًا حيث لم يكن لديها إلا القليل من الصناعة.
سيكون اقتصاد كولومبيا الكبرى في المرتبة الرابعة عشرة من بين أكبر الاقتصادات في العالم بعد كوريا الجنوبية والمرتبة الثانية عشرة من حيث عدد السكان بعد المكسيك. وبحلول العام 2050، سيكون لدى كولومبيا الكبرى حوالي 150 مليون نسمة. كما ستكون أيضًا عاشر أكبر دولة في العالم من حيث الحجم.
| علم       | شعار النبالة | الاسم     | المساحة (كم²) | السكان في 2015 | السكان في 2065 | الناتج المحلي الإجمالي | العاصمة           | الناتج المحلي الإجمالي للفرد |
| --------- | ------------ | --------- | ------------- | -------------- | -------------- | ---------------------- | ----------------- | ---------------------------- |
| كولومبيا  |              | كولومبيا  | 1,141,748     | 49,561,105     | 80,233,000     | $714,003 بليون         | بوغوتا            | $14,552                      |
| الإكوادور |              | الإكوادور | 283,560       | 15,476,000     | 26,625,000     | $193,138 بليون         | كيتو              | $11,617                      |
| بنما      |              | بنما      | 75,517        | 3,661,868      | 7,545,000      | $100,194 بليون         | بنما              | $24,446                      |
| فنزويلا   |              | فنزويلا   | 916,445       | 30,620,404     | 55,878,000     | $409,389 بليون         | كاراكاس           | $12,388                      |
| المجموع   | المجموع      | المجموع   | 2,417,270     | 101,920,838    | 170,281,000    | $1416,724 تريليون      | $1416,724 تريليون | $13,792**                    |